# Ivan Rakitić
Ivan Rakitić (Rheinfelden, 10. ožujka 1988.) bivši je hrvatski nogometaš i reprezentativac koji je igrao na poziciji veznog. Premda rođen i odrastao u Švicarskoj, Rakitić je odlučio nastupati za hrvatsku nogometnu reprezentaciju.

## Klupska karijera

### Basel
Rakitić je prvi nastup u seniorskom nogometu zabilježio 29. rujna 2005. godine u Kupu UEFA, na gostovanju svog Basela protiv Širokog Brijega (0:1). U švicarskoj Super League debitirao je protiv Neuchâtel Xamaxa, ušavši u 61. minuti umjesto Mladena Petrića. Neuchâtel Xamax je tada vodio Miroslav Blažević.
Za Basel je u svojoj prvoj pravoj sezoni, 2006./07., zabio 11 pogodaka u 33 utakmice. Ozljedom prvog strijelca kluba, Mladena Petrića, praktički je postao glavni igrač Basela, kojeg je vodio do četvrtzavršnice Kupa UEFA. Te godine dobiva nagradu za najboljeg mladog igrača lige.

### Schalke
U ljeto 2007. godine Rakitić se pridružio bundesligašu Schalkeu za odštetu od 5 milijuna €. U njemačkom je doprvaku dobio prestižni dres s brojem deset, koji je opravdao više puta u narednim sezonama. Prvi gol je zabio već u debiju protiv prvaka Stuttgarta. U prvoj sezoni s klubom je ostvario četvrtzavršnicu Lige prvaka i zauzeo treće mjesto u njemačkom prvenstvu.

### Sevilla
Dana 27. siječnja 2011. godine španjolska Sevilla priopćila je da će se Rakitić podvrgnuti liječničkom pregledu, te se pridružiti novom klubu u slučaju njegovog uspjeha. Dana 28. siječnja nakon uspješnog liječničkog pregleda Rakitić potpisuje za Sevillu. Zanimljivo je da je u prvoj sezoni nosio različite brojeve na dresu u domaćem prvenstvu i u europskim utakmicama. U španjolskom prvenstvu imao je dres s brojem 25, a u Europskoj ligi s brojem 40. U svojoj drugoj sezoni u klubu nosi dres s brojem 11. 
Dana 14. svibnja 2014. godine je sa Sevillom u Torinu na stadionu Juventusa osvojio svoj prvi veliki pokal pobijedivši Benficu 4:2 u završnici Europske lige nakon izvođenja kaznenih udaraca, a proglašen je i igračem utakmice.

### Barcelona
Dana 16. lipnja 2014. godine Ivan je potpisao petogodišnji ugovor sa španjolskim gigantom Barcelonom.

## Reprezentativna karijera
U sezoni 2006./07. Rakitić je vrlo brzo postao jedan od najboljih igrača Basela, te je privukao pozornost jakih inozemnih klubova, istovremeno prouzročivši sukob hrvatskog i švicarskog nogometnog saveza. Njegov je otac imao veliku želju da Ivan zaigra za Hrvatsku, dok su Švicarci željeli svoj uloženi novac u tog velikog talenta vratiti kroz njegovo igranje u dresu njihove izabrane vrste. Nakon nekoliko mjeseci neizvjesnosti, Rakitić se odlučio za kockasti dres, unatoč nekoliko kvalitetnih nastupa za mladu švicarsku reprezentaciju.
Za Hrvatsku je debitirao 8. rujna 2007. godine protiv Estonije. Svoj prvi pogodak je zabio četiri dana kasnije, protiv Andore. Bio je član prve jedanaestorice na Euru 2008. (osim u prvom susretu s Austrijom), a najdojmljiviju predstavu pružio je u pobjedi 2:1 nad Njemačkom. Uz Modrića i Petrića, bio je jedan od tri neuspješna izvođača jedanaesteraca s Turskom, u susretu četvrtzavršnice prvenstva.
Hrvatski nogometni izbornik objavio je u svibnju 2016. godine popis za nastup na Europskom prvenstvu u Francuskoj 2016. godine, na kojem se je nalazio i Rakitić. Na tome prvenstvu odigrao je 4 utakmice (tri u prvome dijelu prvenstva protiv Turske, Češke i Španjolske te jednu u drugome dijelu, protiv Portugala; postigavši jedan pogodak u utakmici protiv Češke).
Dana 21. rujna 2020. godine, Rakitić se oprostio od reprezentacije, skupivši za nju 106 nastupa uz 15 pogodaka.
Na oproštaju od reprezentacije rekao je sljedeće:
Uvijek želim ostaviti vrata otvorena. U bilo kojem slučaju, ne daj Bože. Moja reprezentacija, moji Vatreni i izbornik i cijela Hrvatska mogu računati na mene. Za minute i penale – uvijek spreman za moju Hrvatsku.

### Pogodci za reprezentaciju
| #   | Datum               | Stadion                                          | Protivnik           | Gol za | Rezultat | Natjecanje                |
| --- | ------------------- | ------------------------------------------------ | ------------------- | ------ | -------- | ------------------------- |
| 01. | 12. rujna 2007.     | Estadi Comunal, Andorra la Vella                 | Andora              | 0:6    | 0:6      | Kvalifikacije za EP 2008. |
| 02. | 20. kolovoza 2008.  | Ljudski vrt, Maribor, Slovenija                  | Slovenija           | 1:1    | 2:3      | prijateljski susret       |
| 03. | 20. kolovoza 2008.  | Ljudski vrt, Maribor, Slovenija                  | Slovenija           | 2:3    | 2:3      | prijateljski susret       |
| 04. | 15. listopada 2008. | Maksimir, Zagreb, Hrvatska                       | Andora              | 0:1    | 0:4      | Kvalifikacije za SP 2010. |
| 05. | 15. listopada 2008. | Maksimir, Zagreb, Hrvatska                       | Andora              | 0:4    | 0:4      | Kvalifikacije za SP 2010. |
| 06. | 11. veljače 2009.   | Ghencea, Bukurešt, Rumunjska                     | Rumunjska           | 1:1    | 1:2      | prijateljski susret       |
| 07. | 5. rujna 2009.      | Maksimir, Zagreb, Hrvatska                       | Bjelorusija         | 1:0    | 1:0      | Kvalifikacije za SP 2010. |
| 08. | 23. svibnja 2010.   | Gradski vrt, Osijek, Hrvatska                    | Wales               | 1:0    | 2:0      | prijateljski susret       |
| 09. | 13. listopada 2012. | Arena „Filip II.”, Skoplje, Makedonija           | Sjeverna Makedonija | 1:2    | 1:2      | Kvalifikacije za SP 2014. |
| 10. | 10. listopada 2015. | Stadion Maksimir, Zagreb, Hrvatska               | Bugarska            | 2:0    | 3:0      | Kvalifikacije za EP 2016. |
| 11. | 4. lipnja 2016.     | Stadion Rujevica, Rijeka, Hrvatska               | San Marino          | 7:0    | 10:0     | prijateljski susret       |
| 12. | 17. lipnja 2016.    | Geoffroy Guichard, Saint-Étienne, Francuska      | Češka               | 2:0    | 2:2      | Europsko prvenstvo 2016.  |
| 13. | 5. rujna 2016.      | Stadion Maksimir, Zagreb, Hrvatska               | Turska              | 1:0    | 1:1      | Kvalifikacije za SP 2018. |
| 14. | 27. ožujka 2018.    | AT&T Stadium, Dallas, SAD                        | Meksiko             | 0:1    | 0:1      | prijateljski susret       |
| 15. | 21. lipnja 2018.    | Stadion Nižnji Novgorod, Nižnji Novgorod, Rusija | Argentina           | 0:3    | 0:3      | Svjetsko prvenstvo 2018.  |

## Svjetsko srebro
Hrvatska nogometna reprezentacija u drugom dijelu Svjetskoga prvenstva 2 puta prolazila je jedanaestercima (protiv Danske 4:3 i Rusije 5:4). Oba puta, posljednji jedanaesterac, zabio je Ivan Rakitić. 
Zanimljivo je da ga je tadašnji legendarni hrvatski športski komentator koji je, između ostalog, prenosio 2 najvažnije utakmice Hrvatske; one za broncu 1998. i srebro 2018. godine, Drago Ćosić, nazvao Ivanom Groznim nakon što je ovaj zabio Rusiji za ulazak Hrvatske u poluzavršnicu SP-a. A bit će upamćeni i uzvici Drage Ćosića na Rakitićeve pogotke.

## Priznanja

### Individualna
- 2013./2014.: Drugo mjesto u izboru za najboljeg ofenzivnog veznog igrača u Primeri, prema glasovima čitatelja španjolskog lista Marce.[10]
- 2014.: Počasni građanin Općine Sikirevci; zbog naročitih zasluga prema mještanima Općine Sikirevci, te kao veliki prijatelj i donator nogometnom klubu Sikirevci.[11]
- 2015.: Nogometaš godine, u izboru Večernjega lista.
- 2015.: Sportaš godine, u izboru Sportskih novosti.
- Vatrena krila za 2015. godinu, nagrada Kluba navijača hrvatske nogometne reprezentacije "Uvijek vjerni" za najsrčanijeg hrvatskog reprezentativca.
- 2018.: Odlukom Predsjednice Republike Hrvatske Kolinde Grabar-Kitarović odlikovan je Redom kneza Branimira s ogrlicom, za izniman, povijesni uspjeh hrvatske nogometne reprezentacije, osvjedočenu srčanost i požrtvovnost kojima su dokazali svoje najveće profesionalne i osobne kvalitete, vrativši vjeru u uspjeh, optimizam i pobjednički duh, ispunivši ponosom sve hrvatske navijače diljem svijeta ujedinjene u radosti pobjeda, te za iskazano zajedništvo i domoljubni ponos u promociji sporta i međunarodnog ugleda Republike Hrvatske, te osvajanju 2. mjesta na 21. Svjetskom nogometnom prvenstvu u Ruskoj Federaciji.[12]

### Klupska
Basel
- Švicarski kup (1): 2006./07.

Sevilla
- UEFA Europska liga (2): 2013./14., 2022./23.

Barcelona
- La Liga (4): 2014./15., 2015./16., 2017./18., 2018./19.
- Kup Kralja (4): 2014./15., 2015./16., 2016./17., 2017./18.
- Španjolski superkup (2): 2016., 2018.
- UEFA Liga prvaka (1): 2014./15.
- UEFA Superkup (1): 2016.
- FIFA Svjetsko klupsko prvenstvo (1): 2016.

### Reprezentativna
- Svjetsko prvenstvo: 2018. (2. mjesto)[13]

## Osobni život
Ivan Rakitić rođen je Rheinfeldenu 10. ožujka 1988. godine, u obitelji oca Luke iz Sikirevaca i majke Kate iz Ponijeva pokraj Žepča. Odrastao je u Švicarskoj te igrao za tamošnju reprezentaciju uzrasta do 21 godine, no kasnije se vratio u Hrvatsku, gdje igra i za reprezentaciju. U braku je sa Španjolkom Raquel Mauri s kojom ima dvije kćeri. Prva kćer, Althea, rođena im je u srpnju 2013. godine a druga, Adara, rođena je u svibnju 2016. godine.

## Zanimljivosti
- Ivan Rakitić šesti je Hrvat koji je igrao u bijelo-crvenom dresu Seville (prije njega za isti klub igrali su: Davor Šuker, Robert Prosinečki, Joško Jeličić, Ivan Jurić i Ivica Mornar).[3]
- Ivan Rakitić prvi je igrač koji je osvojio Europsku ligu, a iduće godine Ligu prvaka s različitim klubovima.

## Vanjske poveznice
|  | Zajednički poslužitelj ima još gradiva o temi Ivan Rakitić |

### Mrežna sjedišta
- (njem.), (hrv.), (engl.) Ivan Rakitić – Službene stranice
- (engl.) Ivan Rakitić na soccerway.com